# Paul Melchers
Paul Ludolf Melchers, S.J. (Münster, 6 de janeiro de 1813 – Roma, 14 de dezembro de 1895) foi um cardeal alemão da Igreja Católica, arcebispo de Colônia que foi obrigado a resignar por conta das perseguições oriundas da Kulturkampf.

## Biografia
Filho de Johann Franz Melchers (1761-1823), um rico mercador de Münster e sua segunda esposa, Maria Anna Katharina Holtermann, estudou direito em Bonn entre 1830 e 1833 e exerceu a profissão em Münster. Ele havia considerado entrar no clero desde cedo, mas a decisão só foi tomada após a prisão do arcebispo de Colônia Clemens August von Droste-Vischering em 1837.
Recebeu as insígnias do caráter clerical e das ordens menores, em 3 de março de 1841; o subdiaconato em 6 de março, o diaconato em 14 de abril e foi ordenado padre em 5 de junho. Em Münster, foi pároco assistente de Haltren por dois anos, vice-reitor do seminário entre 1844 e 1851 e reitor, até 1852, quando se tornou cônego do capítulo da catedral, onde ficou até 1854, quando foi nomeado vigário-geral, cargo exercido até 1857. Em 13 de maio de 1857, concluiu seu doutorado em teologia em Munique.

## Bispo
Foi eleito bispo de Osnabrück em 3 de agosto de 1857, quando a diocese foi restaurada sem seu poder temporal, sendo consagrado em 20 de abril de 1858, na Catedral de São Pedro de Osnabrück, por Eduard Jakob Wedekin, bispo de Hildesheim, assistido por Johann Georg Müller, bispo de Münster e por Konrad Martin, bispo de Paderborn.
Junto com esse cargo, ele também era o vigário apostólico das Missões Nórdicas, com jurisdição no norte da atual Alemanha e Dinamarca.

## Arcebispo
Foi promovido a arcebispo metropolitano de Colônia em 8 de janeiro de 1866, recebendo o pálio no mesmo dia. Fez sua entrada solene em 8 de maio do mesmo ano.
Em 1867, os participantes da primeira Conferência Episcopal de Fulda elegeram Melcher como seu presidente. Embora essa atribuição fosse inicialmente prevista apenas por um ano, Melcher manteve a presidência até 1885, trazendo assim um alto grau de continuidade às negociações episcopais. Mas desde 1873 estava sob pressão da Prússia. Resistiu firmemente ao Kulturkampf e porque excomungou, em junho de 1873, dois padres que se juntaram ao movimento dos católicos antigos, foi multado e preso por seis meses, de 12 de março a outubro de 1874.
Participou do Concílio Vaticano I, onde foi determinado opositor da definição do magistério infalível do papa, mas assim que foi aprovada, tornou-se seu defensor.
Em 2 de dezembro de 1875, o Presidente da Província do Reno exigiu sua renúncia ameaçando depô-lo se não obedecesse, mas o arcebispo se recusou e ao saber que o governo local estava se preparando para deportá-lo para Küstrin, na Polônia Ocidental, escapou em 13 de dezembro para Maastricht, na Holanda, e se refugiou com os franciscanos. De lá, ele governou a arquidiocese até 3 de julho de 1885, quando teve aceita sua renúncia ao governo pastoral.
Reuniu bispos para conferências secretas e conseguiu que suas vozes fossem ouvidas nas negociações entre a Santa Sé e o governo prussiano-alemão para resolver o Kulturkampf. Sem sua resistência a uma paz de compromisso, em cooperação com o bispo Michael Felix Korum de Trier, as leis de paz de 1886/87, que eram vantajosas para a Igreja, não teriam sido possíveis.
Em várias ocasiões, ele expressou sua vontade de renunciar pelo bem da igreja em Colônia, mas o Papa Leão XIII não aceitou sua renúncia. Então o papa concordou com relutância e chamou o arcebispo a Roma e o nomeou cardeal.

## Cardeal
Foi criado cardeal pelo Papa Leão XIII, no Consistório de 
27 de julho de 1885, recebendo o barrete vermelho e o título de cardeal-presbítero de Santo Estêvão no Monte Celio em 30 de julho do mesmo ano.
Foi nomeado camerlengo do Sagrado Colégio dos Cardeais em 30 de dezembro de 1889 e serviu no cargo até 1 de junho de 1891. Ingressou na Companhia de Jesus em 10 de fevereiro de 1892.
Morreu em 14 de dezembro de 1895, em Roma. Foi primeiro velado na igreja de San Bernardo alle Terme de Roma. Depois, a cerimônia fúnebre, conduzida pelo bispo Felix Korum de Trier, aconteceu na Catedral de Colônia em 27 de dezembro e, antes da deposição do corpo do cardeal na cripta da catedral, o bispo fez um elogio, com enormes multidões se aglomerando na catedral e nas ruas próximas.